# Antilliaanse sierschildpad
De Antilliaanse sierschildpad (Trachemys terrapen) is een schildpad uit de familie moerasschildpadden (Emydidae). De soort werd voor het eerst wetenschappelijk beschreven door Bernard Germain de Lacépède in 1788. Oorspronkelijk werd de wetenschappelijke naam Testudo terrapen gebruikt. De soort behoorde lange tijd tot het geslacht Pseudemys, waardoor de verouderde wetenschappelijke naam in de literatuur wordt gebruikt.
De schildpad bereikt een maximale schildlengte tot 32 centimeter. De kleur van het schild is groen. De staart en poten zijn grijs tot groengrijs van kleur.
De Antilliaanse sierschildpad komt voor in delen van Midden- en Zuid-Amerika. De soort leeft op de eilanden Jamaica, Cat Island, en Eleuthera. Mogelijk komt de schildpad ook voor op het eiland Sint Andros, dat tot de Bahama's behoort. In de Verenigde Staten is de schildpad door de mens uitgezet in de staat Florida.